# Alfonso Candón
Alfonso Candón Adán, né le 21 juillet 1969 à El Puerto de Santa María, est un homme politique espagnol membre du Parti populaire (PP).
Il est élu député de la Cadix lors des élections générales de novembre 2011.

## Biographie

### Vie privée
Il est marié et père de quatre enfants.

### Formation et profession
Il réalise ses études à l'université de Cadix dont il obtient un diplôme en sciences sociales. Travailleur social, il dirige une entreprise d'auto-école et a fondé un cabinet en conseil et assistance juridique agissant dans les domaines de la fiscalité et du droit du travail. 

### Élu local et provincial
Consécutivement à une démission, il fait son entrée au conseil municipal de El Puerto de Santa María en 2002. Réélu conseiller lors des élections municipales de mai 2003, il devient secrétaire à la Participation citoyenne du parti dans la province de Cadix. Après les élections de mai 2007, il est promu par le maire conservateur — Enrique Moresco — troisième adjoint au maire chargé des Infrastructures, des Chantiers, de la Maintenance urbaine, de l'Éclairage public et de la Construction et chargé des fonctions de conseiller délégué à la Participation citoyenne. En sa qualité d'adjoint au maire, il devient vice-président de l'entreprise municipale des Eaux et préside la commission de l'Élimination des barrières architecturales et des Transports.
Entre 2007 et 2009, il est secrétaire général de la section municipal du Parti populaire. À cette date, il en prend la présidence.
Durant la mandature 2007-2011, il est désigné par le PP pour occuper un siège de député à la députation provinciale de Cadix alors présidée par le socialiste Francisco González Cabaña. Réélu au conseil municipal lors des élections municipales de mai 2011, son mandat provincial est renouvelé. Lorsque le conservateur José Loaiza fait basculer la députation à droite et en est élu président, il nomme Alfonso Candón responsable des domaines du Développement et du Bien-être social.

### Membre des Cortes
Il est investi en cinquième position sur la liste à la chambre basse présentée par le parti dans la circonscription de Cadix à l'occasion des élections générales de novembre 2011. Alors que le PP réalise une percée historique en remportant cinq des huit mandats en jeu, il est élu parlementaire et fait son entrée au palais des Cortes. En conséquence de son élection au Congrès des députés, il abandonne son mandat à la députation provinciale qui revient à Patricia Ybarra. Membre de la commission du Règlement, de la commission des Politiques d'intégration du handicap et de la commission mixte pour l'Union européenne, il est porte-parole adjoint à la commission de la Défense.
La même année, il est nommé vice-secrétaire provincial du parti chargé des Relations avec les collectifs sociaux puis, en 2012, des Idées et du Programme.
Le 17 janvier 2014, Enrique Moresco annonce sa démission de son poste de maire et propose le nom d'Alfonso Candón pour prendre sa suite. Le 30 janvier suivant, Candón est investi maire de El Puerto de Santa María — la cinquième ville la plus importante de la province — grâce à l'accord de gouvernement signé entre le PP et le Parti andalou en début de mandature. Au mois de mars, il est désigné secrétaire régional aux Relations avec les organismes non-gouvernementaux par le nouveau président du Parti populaire d'Andalousie Juan Manuel Moreno. Il est candidat à sa succession lors des élections municipales de mai 2015 mais perd son poste de maire au profit d'une alternative de gauche menée par le socialiste David de la Encina Ortega ; il conserve cependant son mandat de conseiller municipal d'opposition.
Il se représente en troisième position lors des élections législatives de décembre 2015 sur la liste conduite par Teófila Martínez et María José García-Pelayo. Après que la liste a obtenu trois sièges, il retrouve son siège aux Cortes et se voit conférer les fonctions de porte-parole à la commission de la Sécurité routière et des Déplacements durables. De nouveau réélu lors du scrutin anticipé de juin 2016, il est promu deuxième vice-président de la commission de la Défense et porte-parole adjoint à la commission de l'Emploi et de la Sécurité sociale.

### Député andalou
Soutien de Pablo Casado lors du 19e congrès du Parti populaire de juillet 2018, il est placé en troisième position sur la liste menée par Pepe Ortiz dans la circonscription de Cadix en vue des élections andalouses de décembre,. Au soir du scrutin, la liste se classe en quatrième position en obtenant 17,56 % des suffrages exprimés et remporte trois des 15 mandats en jeu. Élu au Parlement d'Andalousie, il quitte son mandat national qui revient à Andrés Núñez. Il intervient une dernière fois devant l'hémicycle du Congrès au sujet d'une motion relative aux politiques gouvernementales en matière de formation et d'emploi le 12 décembre. Il est alors publiquement remercié par le député de Podemos, Alberto Rodríguez, qui déclare à la tribune « je ne sais pas si je vais le regretter. Cela restera inscrit au journal des débats. Je n'aurais jamais pensé dire cela au Congrès et encore moins à un membre du Parti populaire. Vous nous manquerez, vous êtes une bonne personne et vous mettez de la chaleur humaine dans ce lieu »,. Le 11 février 2019, il est porté à la présidence de la commission de l'Emploi, de la Formation et du Travail autonome.